# Orlát
Orlát (románul Orlat, németül Winsberg, szászul Awersch-Bleschderf) falu Romániában, Szeben megyében, az azonos nevű község központja.

## Fekvése
Nagyszebentől 15 km-re nyugatra, a Csindrel-hegység lábánál, az ún. Mărginimea Sibiului tájegységben fekszik.

## Nevének eredete
Mai neve a románban alakult ki, valószínűleg egy középkori *Váralatt alakból, amelynek kezdőhangja a románban vokalizálódott. Történeti névalakjai: Suburbio (1309), de monte Civinii (1317), Warolyafalw (1322), Waralia (1366), mons Cibinij (1394), Winsperg (1495), Oralath (1507), Wynczperg (1509), Orlát (1733).

## Története
Szeben (Salgó) vára alatt kialakult település. 1309-ben és 1318-ban katolikus plébániájáról írnak. 1322-ben uradalmához tartozott Szecsel, Ecsellő, Omlás és öt román falu. Az 1350-es években szász lakossága vagy a pestisjárvány áldozatává vált, vagy elvándorolt, ettől kezdve több évszázadon keresztül román falu. 1366 és 1472 között a havasalföldi vajdák omlási kerületéhez tartozott. A 15. század végén és a 16. század első felében az Apafi család birtoka volt. 1534-ben papírmalma épült.
Az 1760-tól megszervezett I. Erdélyi Román Határőrezred székhelyéül választották. Ez a fordulat teljesen átalakította a település életét. A hatóságok végrehajtották a vallási uniót, román lakói ezután kivétel nélkül a görögkatolikus egyházhoz tartoztak. A militarizálás elől 162 családfő elmenekült, illetve elüldözték őket. 1763-ban a mai Grănicelor utcába katolikus osztrákokat költöztettek be. Az utca környékén 22 határőrségi épületet emeltek, a korábban ott élőket máshová költöztették. 1765–1766-ban megszervezték a görögkatolikus, ún. Nationalschulét és az altisztképző Trivialschulét, amelybe az előbbi tehetségesebb diákjait válogatták. Egyidejűleg a határőrcsaládok gyermekei számára nyolc és tizenhat éves kor között bevezették az iskolakötelezettséget, amelyet szigorúan be is tartattak. A Határőrség többi részétől eltérően azonban az ezred területén nem a teljes lakosság látott el határőrszolgálatot. Orláton például a zsellérek helyzete változatlan maradt, ettől kezdve főként ők foglalkoztak juhászattal (azonban a falu kimaradt a transzhumálás nagy, a környező falvakat fellendítő konjunktúrájából). 1783-ban valószínűleg tisztképző, ún. Normalschulét is felállítottak. 1836-ban megszervezték az első, hat hónapos tanítóképző tanfolyamot.
Új papírmalmát a katonai kincstár létesítette 1770-ben, a határőr-adminisztráció papírszükségletének biztosítására. 1780-tól szebeni vállalkozók bérelték. Ez volt saját korának a legmodernebb, a legnagyobb mennyiségű és legfinomabb papírt előállító erdélyi üzeme. 1841 körül évi jövedelme 60–80 ezer forint volt. 1852–1856-ban száz–százharminc munkást foglalkoztatott, évi 3500 mázsa papírt készített, Moldvába és Havasalföldre is exportált. 1865-ben ideiglenesen megszűnt, 1878-ban azonban modernizálták és újraindult.
1806-ban hetivásár tartására kapott szabadalmat. 1812-ben a határőrparancsnokság rendeletben kötelezte a román családok gyerekeit, hogy mesterséget tanuljanak. 1847-ben Josef Bedeus von Scharberg 25 munkást foglalkoztató pamutfonót állított föl, amely azonban az 1850-es évek elején csődbe ment. Ugyanekkor lőporüzeme, 1878-ig sörgyára is működött. Az 1848. szeptember 10–11-én megtartott gyűlésen az ezred katonái megtagadták az engedelmességet a magyar kormánynak, és követeléseiket pontokba foglalva megküldték az uralkodónak. Az orláti határőrök (korabeli magyar szóval granicsárok) ettől kezdve Puchner oldalán vettek részt az erdélyi harcokban.
1851-ben feloszlatták a határőrséget. A kaszárnyák egy részét azonban továbbra is használták, még 1883-ban is állomásozott itt helyőrség. Az iskola német tannyelvét pedig csak 1866-ban váltotta fel a román. A korábbi ún. egyenruhaalapból 1861-ben hozták létre a korábbi román Nationalschulék utódait fenntartó orláti iskolaalapot.
1876-ban Szeben vármegye Szelistyei járásához csatolták.

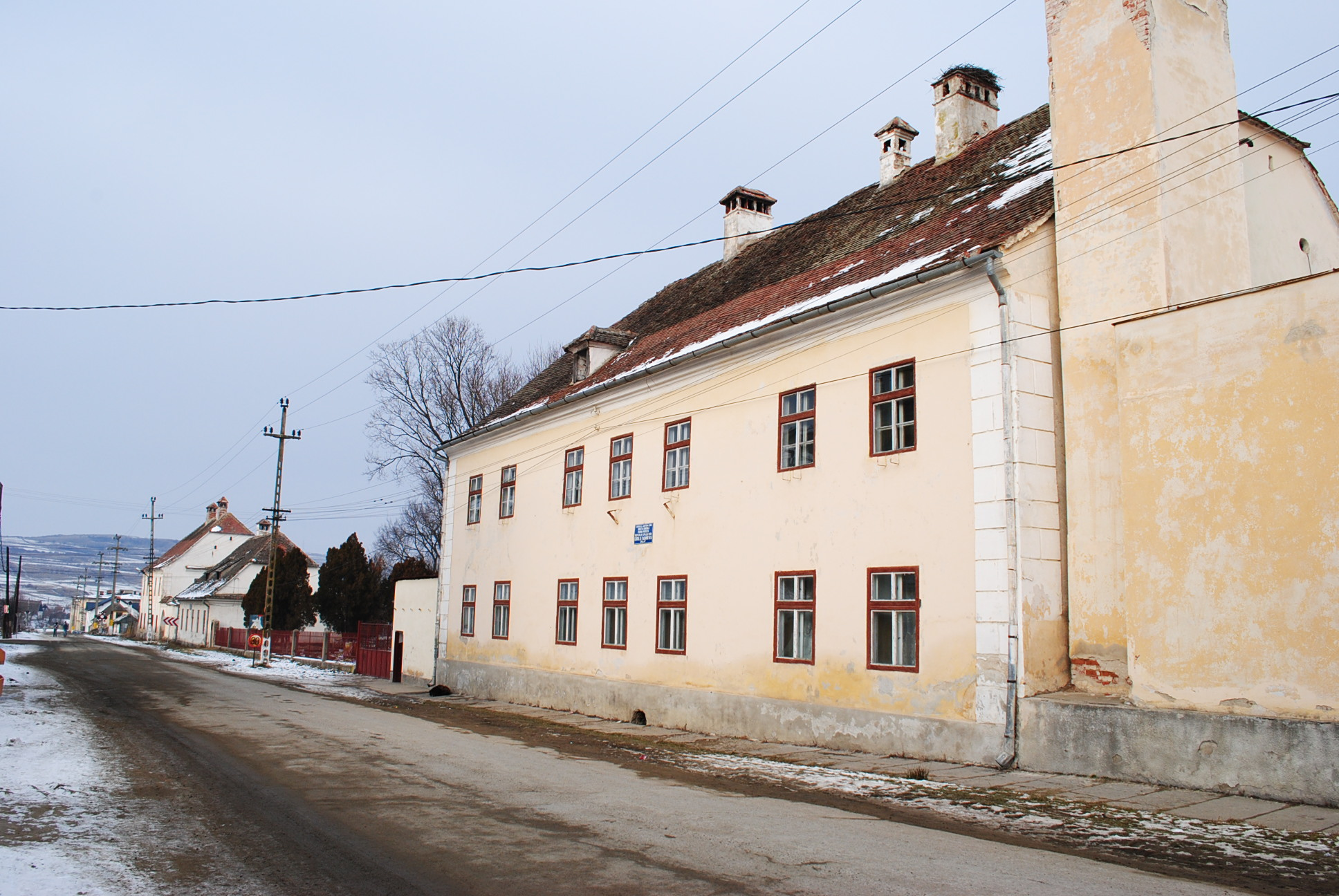
Az egykori határőr-parancsnokság

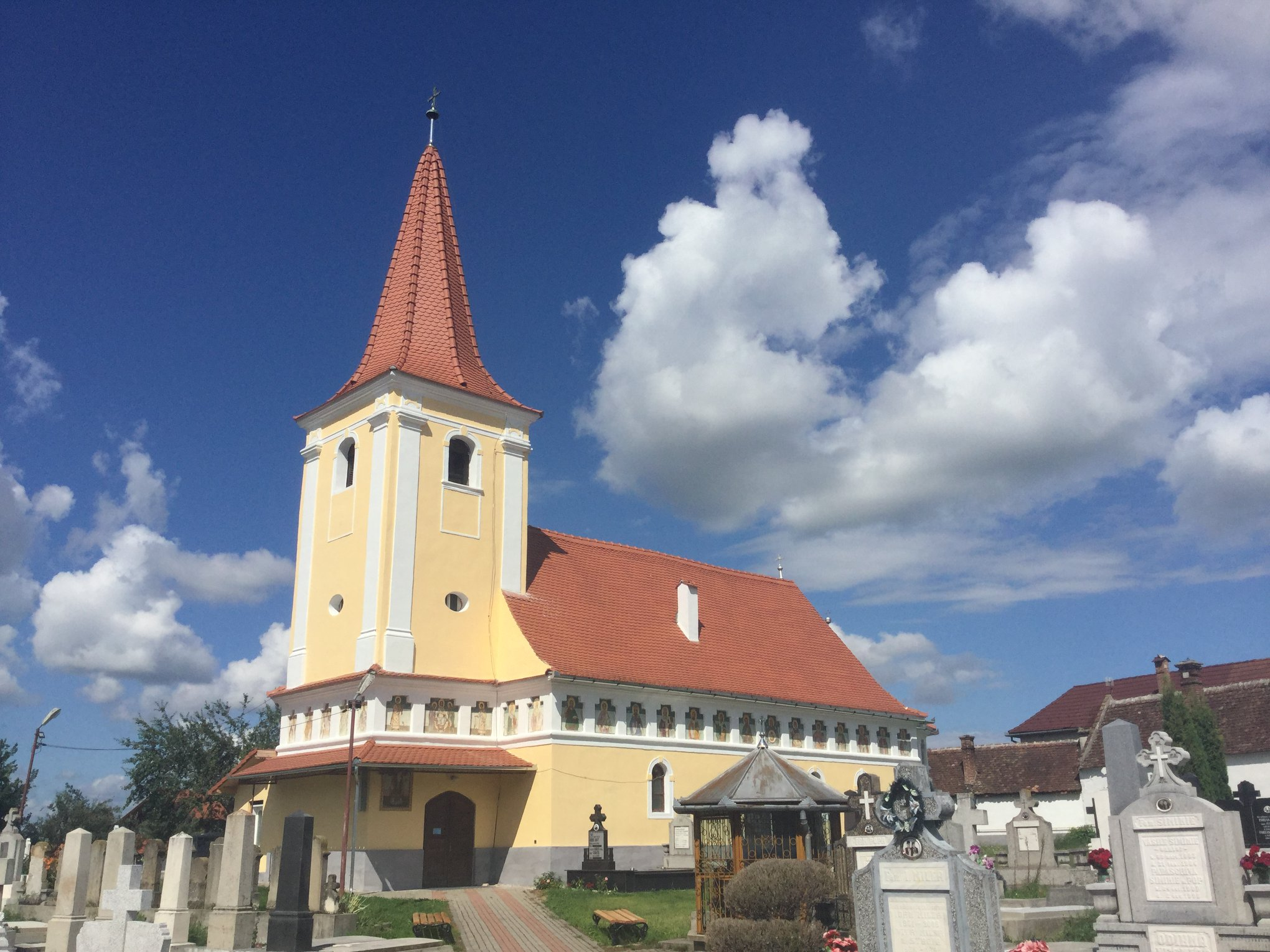
Az ortodox templom

Az 1830-as–1840-es évek között a mindennapok kultúrája jelentősen megváltozott, polgárosodott. 1870 körül vált általánossá a vetésforgó, az 1870-es évek második felében terjedt el a vaseke. A ruházat díszesebbé, választékosabbá vált: a bocskort felváltotta a cipő és a csizma, a nők fehér kendőjét a drága, többszínű selyemkendő, a dísztelen, háznál készült kötényt és katrincát a fekete gyapjúkötény és a piros katrinca és állandó ruhadarabbá vált a harisnya. Az 1895-öt megelőző ötven évben 190 kőház épült (korábban csak boronából építkeztek). 1885-ben megszervezték a dalárdát, 1893-ban a Brădetul takarékpénztárat. 1895-ben 44 ipari üzeme működött: a jelentős Fabritius-féle szeszkazángyár, a papírgyár, két olajmalom, három gyapjúfésülő, négy lisztelő és hét kallómalom és 24 fűrészmalom. A Kis-Küküllő vidékéről is hoztak ide ványoltatni gyapjút. Tíz boltja és négy kocsmája volt. 10160 holdas határának 72%-a volt erdő, 11%-a szántó, 8%-a kaszáló és 5% legelő.
1916 őszén hadszíntérré vált, határában lövészárkokat ástak. A falusiak a hegyekbe menekültek.
A két világháború között tejtermék-, kazein-, posztó-, vasszerelvény-, kazán-, posztó-, fűrészáru-, faszeg- és szeggyár, szövöde és sárgaréz-feldolgozó működött benne.
Kicsiny, német ajkú római katolikus gyülekezete, amely 1880-tól rövid ideig saját népiskolát is fenntartott, a második világháború után elnéptelenedett.
A szocializmus idején gyapjúszőnyeggyárat alapítottak benne, amelynek utóda ma is működik.

## Népessége
- 1850-ben 1459 lakosából 1315 volt román, 74 német, 51 cigány (román nyelvű beások) és 19 magyar nemzetiségű; 1366 görög és 91 római katolikus vallású.
- 1910-ben 1836 lakosából 1711 volt román, 72 német és 47 magyar anyanyelvű; 1630 görögkatolikus, 74 ortodox, 54 római katolikus, 50 evangélikus és 27 református vallású.
- 2002-ben 3271 lakosából 3226 volt román és 27 magyar nemzetiségű; 3243 ortodox vallású.

## Híres emberek
- Itt született 1884. március 18-án Julius Bielz művészettörténész, néprajzkutató, muzeológus.
- Itt született 1893. július 9-én Octavian Beu népzenekutató.
- 1910 és 1916 között a falu görögkatolikus papjaként szolgált Ion Agârbiceanu író.
- A két világháború között gyakran töltötte itt szabadságát Liviu Rebreanu író.

## Látnivalók
- A határőrezred egykori központjában helytörténeti gyűjteményt rendeztek be.
- Klasszicista római katolikus temploma a 18. század második felében épült.
- Ortodox Szent Miklós-temploma 1796-ban épült, 1798-ban egy Simion nevű mester festette ki.